# Jean Assier
Pour l’article ayant un titre homophone, voir Assier (homonymie).
Jean Assier  (1688-1771) est un colon  français qui a fondé l'une des plus anciennes familles de békés de la Martinique, du monde agricole et agroalimentaire dont on dénombre 300 de ses descendants directs sur l'île.

## Biographie

### Origines et famille
Né le 20 janvier 1688 à Montpellier, Jean Assier est issu d'une famille de notaires et de propriétaires établie à Lédergues (Aveyron), établie ensuite à Montpellier et dont la filiation remonte au XVIe siècle. Le père de Jean, Barthélémy Assier fut maître tapissier à Montpellier, viguier de la ville, et membre de la confrérie des pénitents blancs dont la chapelle existe encore à Montpellier où il fut inhumé. 
Jean Assier a eu trois épouses et treize enfants : 
- de son premier mariage avec Marguerite Desfriches, il eut une fille:  
  - Rose Assier
- de son deuxième mariage avec Renée-Rose Larcher (?-1722), il eut un fils: 
  - Joseph Assier (1723-1755)
- de son troisième mariage avec Marthe Roblot (?-1775), il eut 11 enfants: 
  - Jeanne Rose Assier (1732-1770)
  - Marthe Elisabeth Assier (1733-1800)
  - Charlotte Assier (1734-?)
  - Pascal Assier de Pompignan (1735-1762)
  - Catherine Assier (1737-?)
  - Jean Bruno Assier de Montrose (1737-1804), chevalier de Saint-Louis, commandait le corps des volontaires libres de la Martinique pendant la Guerre d'indépendance des États-Unis, aïeul de Maurice Assier de Pompignan.
  - Pierre Marie Assier de Montout (1740-1779)
  - Nicolas Marie Assier de Mariette (1742-1764)
  - Théophraste Assier du Hamelin (1743-1821)
  - Louis Paul Assier du Louison (1746-1819)
  - Barthélémy Assier (1748-1755)

### Carrière
Souvent décrit comme un aventurier ou un corsaire de la mer des Caraïbes, c'est en réalité un jeune juriste arrivé en Martinique en 1710, à l'âge de 22 ans, avec le lieutenant-général Raymond Balthazar Phélypeaux, nouveau gouverneur des îles françaises d'Amérique, dont il est le secrétaire particulier. 
En 1713, il est nommé substitut du procureur du roi à Fort-de-France et travaille à réunir les édits, ordonnances, règlements, et arrêtés qui régissent la vie dans les îles. 
En 1719 il devient substitut du procureur général auprès du Conseil souverain de Martinique, conseiller-assesseur le 7 janvier 1724 puis membre du Conseil en 1724. Il occupe cette fonction pendant 47 ans. 
Doyen du Conseil souverain de Martinique à partir de 1760, il démissionne de cette fonction le 7 mai 1764.
À l'âge de 75 ans, en 1762 lors du combat du Morne Garnier, il monte à l'assaut des Anglais avec ses cinq fils. L'aîné (Pascal Assier de Pompignan) est tué, deux autres (Pierre Marie Assier de Montout et Nicolas Marie Assier de Mariette) sont blessés, et les deux autres (Jean Bruno Assier de Montrose et Théophraste Assier du Hamelin), faits prisonniers.
Pour avoir été pendant quarante ans membre du Conseil souverain, et en raison de son engagement et celui de sa famille dans les guerres contre les anglais, il reçoit en février 1768 des lettres de noblesse du roi Louis XV. 
Le nom de Nouvelle-Cité donné à l'habitation qu'il dirige désigne un "complexe productif organisé", avec un idéal de lieu de vie emprunté à la philosophie de Thomas More. 
Jean Assier possède des terres à Sainte-Marie, dans le nord atlantique de la Martinique, et au centre de l'île, à Saint-Joseph et au Gros-Morne. 
ll œuvre toute sa vie comme notaire royal et "habitant-sucrier".

### Décès
Jean Assier décède le 29 mars 1771 à Grande Anse à l'âge de 83 ans.

### Descendance
Les Assier font fortune d'abord dans la culture du café, qui connait une expansion très forte dans la seconde moitié du XVIIIe siècle, et de l'indigo, puis dans un second temps du sucre et de l'ananas au XIXe siècle, l'un des descendants, Raphaël Assier de Pompignan jouant un rôle de leader des planteurs martiniquais à la fin du XIXe siècle. Un contrat est alors passé entre les travailleurs et le propriétaire pour la production sucrière, chacun se répartissant les bénéfices au prorata de son investissement.
Un autre de ses descendants, Alex de Pompignan, négociant en bananes, a été président de la chambre de commerce et d'industrie de Martinique. Selon l’arbre généalogique commun aux familles békées, dévoilé par Alain Huyghues Despointes, directeur d'une entreprise agro-alimentaire de la Martinique employant 600 salariés et descendant d'une famille arrivée au XVIIe siècle à Case-Pilote, l'ancêtre commun à la plupart des békés serait Jean Assier.
Nicolas Assier de Pompignan est le gendre de Bernard Hayot, fondateur du groupe éponyme, première fortune domienne.